# アーミル
アーミル（英: Aamir, 1989年12月31日 - ）はカナダのシンガーソングライター、歌手、音楽プロデューサーである。

## 人物
アーミルは自分の音楽を制作・ミックス・マスターしている。
また制作の参考としてこれまでR&Bアーティストのカバーなどもリリースしてきたが、現在はこれ以上カバーをリリースしないと宣言している。
少年時代からR&Bへの情熱をもち、The Underdogs、Craig David、Marques Houstonなどのアーティストに強く影響を受けた。
近年ジャンルとして消えつつあるR&Bを守るため、独立ミュージシャンとして活動している。

## ディスコグラフィー

### アルバム
- Reality（2013年）
- Renditions（2017年）
- Renditions II（2017年）
- It's Time You Realize（2018年）
- Ecstasy（2019年）
- This Is My Way（2021年）
- Renditions III（2022年）